# Air Koryo
Air Koryo (кор. 고려항공?, 高麗航空?, ранее Chosŏn Minhang, кор. 조선민항) — государственная национальная авиакомпания КНДР, расположена в Пхеньяне. Обслуживает международные, внутренние и чартерные рейсы.
Главный офис авиакомпания расположен в Международном аэропорту Сунан в Пхеньяне. Авиакомпания Air Koryo имеет представительства, осуществляющие продажи, в Пекине, Шеньяне, Макао, Бангкоке, Торонто, Берлине, Мехико, Москве и Владивостоке.

## История

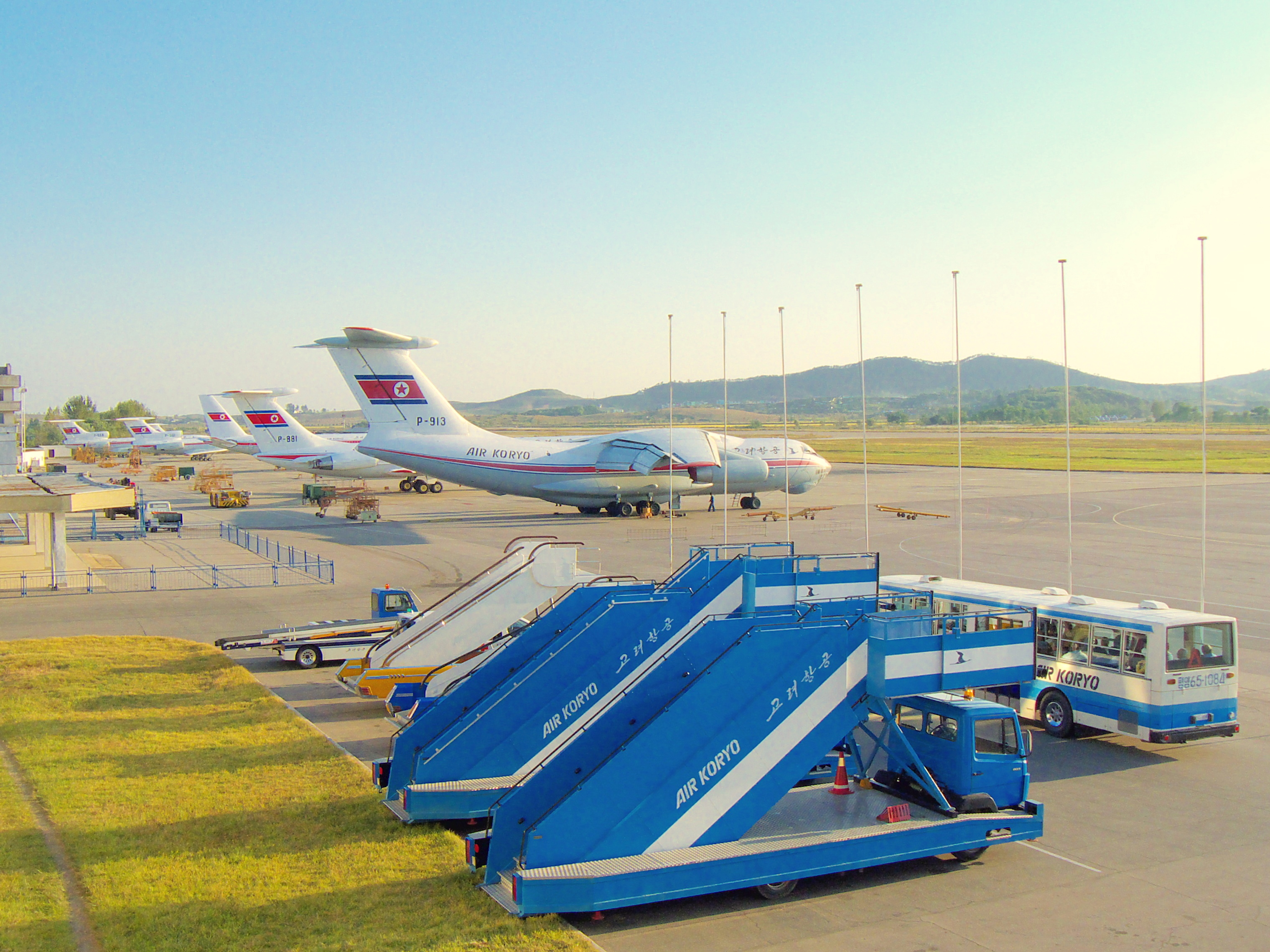
Ил-76, Ил-62, Ту-204, Ту-154, Ту-134 Air Koryo в международном аэропорту Сунан, сентябрь 2008

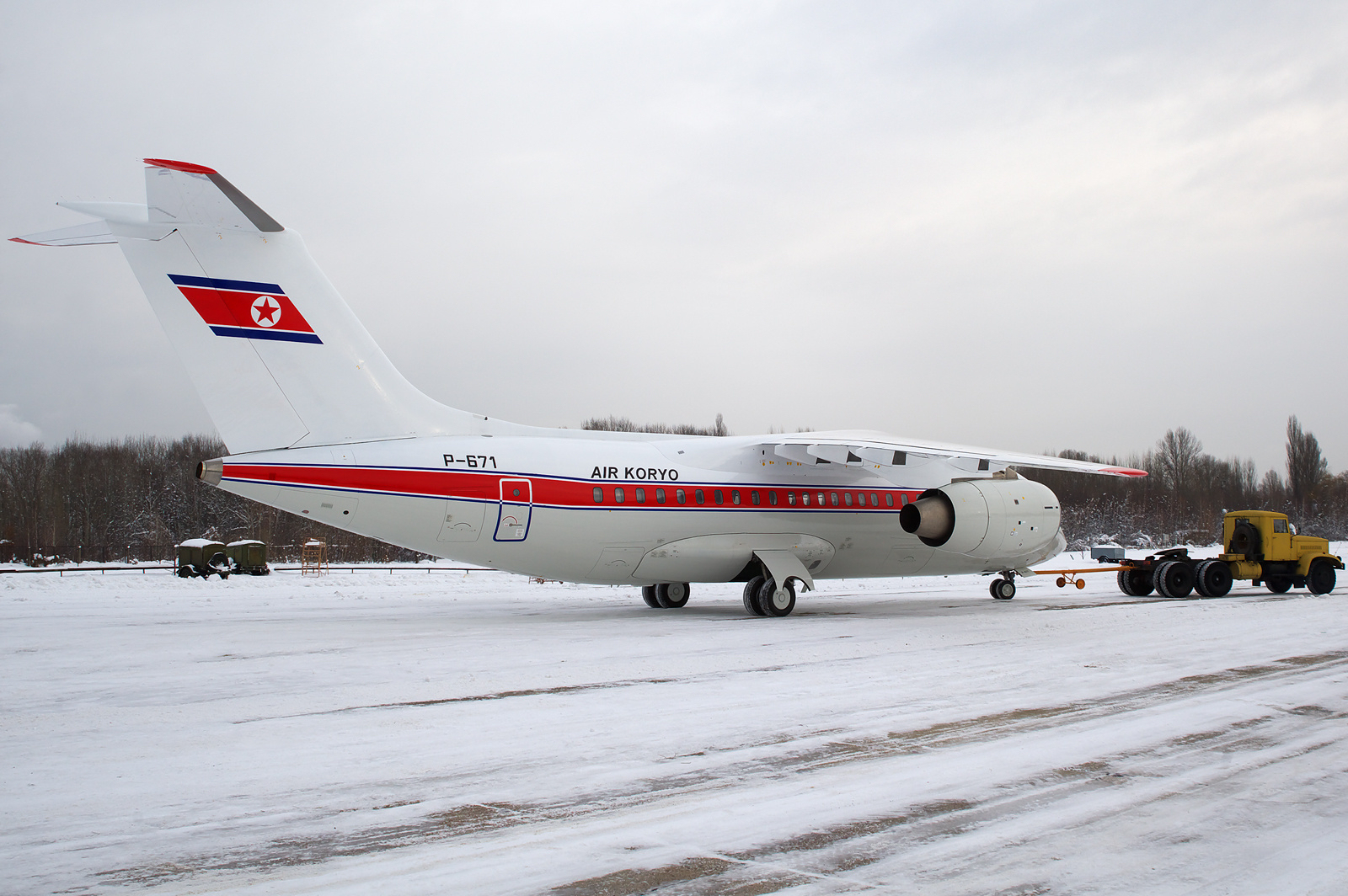
Ан-148 авиакомпании Air Koryo на рулёжной дорожке киевского аэродрома Святошино

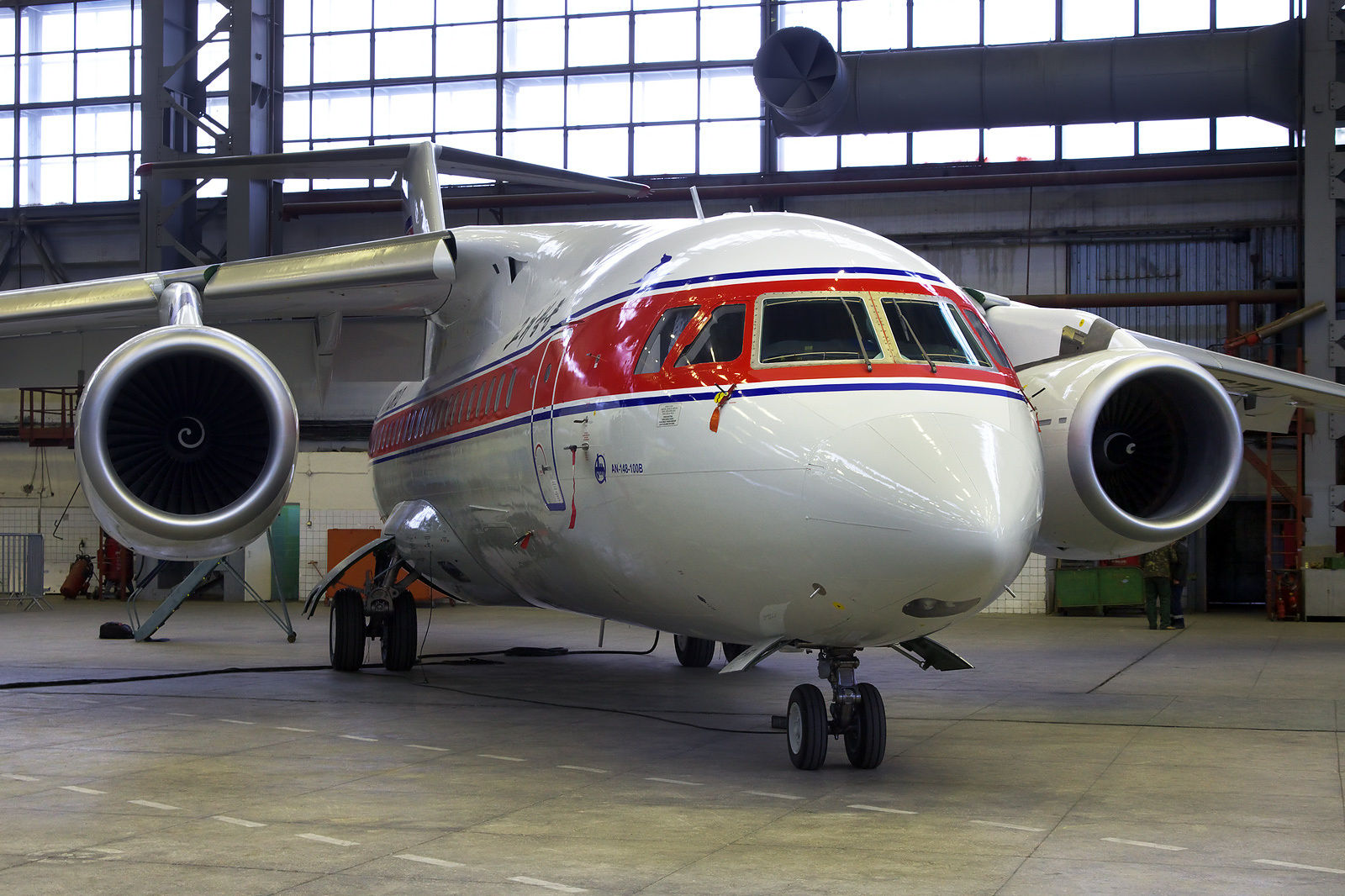
Первый самолёт Ан-148 авиакомпании в ангаре аэродрома Святошино

Авиакомпания была основана в 1955 году и начала операционную деятельность 21 сентября следующего года под названием Chosonminhang Korean Airways. Вначале авиапарк состоял из Ли-2, Ан-2 и Ил-12. Ил-14 и Ил-18 были добавлены в 1960-х годах.
В 1975 году в состав флота вошли Ту-154 для маршрутов Пхеньян — Прага, Восточный Берлин, Москва. Флот Ту-154 был увеличен в начале 80-х. Наряду с Ту-154 были поставлены Ту-134 и Ан-24 для внутренних рейсов. Ил-62, поставленный для Chosonminhang Korean Airways в 1982 году, позволял выполнять прямые рейсы Пхеньян — Москва, София, Белград.
Распад СССР и упадок социализма в Европе привёл к сокращению международных рейсов. В 1993 Chosonminhang Korean Airways была переименована в Air Koryo. Кроме того, в 1993 году Air Koryo заказал 3 Ил-76 для грузовых рейсов в Китай и Россию. Air Koryo приобрела один Ту-204-300 в 2007 году и один Ту-204-100В в 2010 году для замены стареющего парка.
На данный момент из всего флота Air Koryo только этим двум Ту-204 разрешена деятельность на территории Европейского союза. Остальной флот входит в список запрещённых к полётам над территорией ЕС.
В августе 2012 г. Air Koryo запустила систему бронирования билетов через интернет.
В феврале 2013 г. украинское ГП «Антонов» поставило в Корею один региональный самолёт Ан-148-100В.
19 марта 2015 г. прибыл второй борт (P-672) Ан-148.

## Флот
В декабре 2014 года Air Koryo эксплуатировала следующие самолёты:

## Инциденты

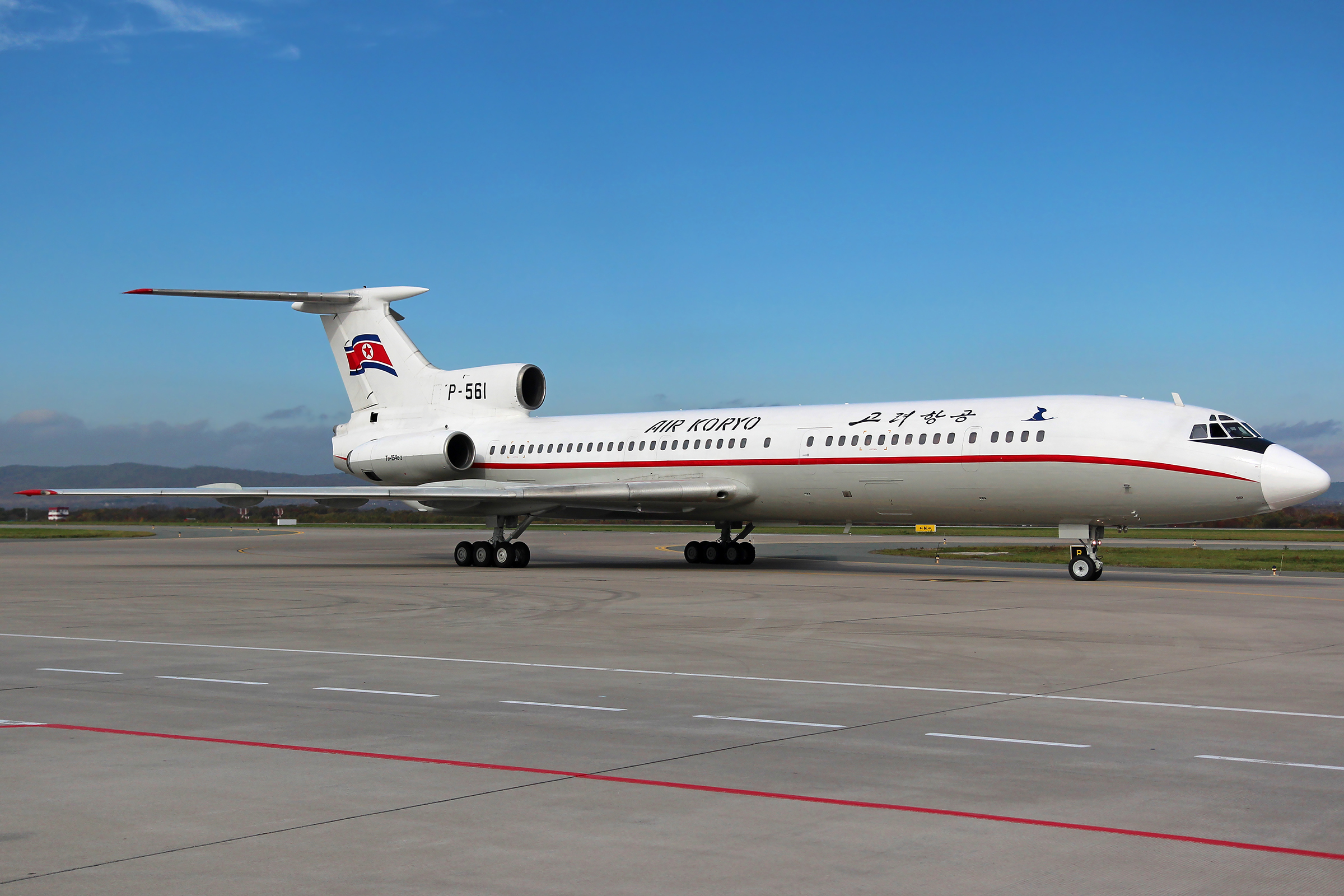
Ту-154 в обновленной раскраске в аэропорту Владивостока

- 9 февраля 1976 года Ту-154Б во время выруливания на РД № 1 в аэропорту Иркутска получил повреждения правого борта фюзеляжа и правой плоскости крыла от обломков Ту-104, терпящего катастрофу, жертв удалось избежать.
- 1 июля 1983 года Ил-62М, рейс из Пхеньяна в Конакри (Гвинея) разбился в горах Гвинеи. Все 23 человека на борту погибли[10].
- 15 августа 2006 года воздушное судно из Air Koryo (Ту 154Б-2), совершавший плановый международный пассажирский перелёт из Пекина, Китайская Народная Республика (столичный пекинский аэропорт) в Пхеньян, Корейская Народно-Демократическая Республика (международный аэропорт Сунан) допустил лётное происшествие на взлётно-посадочной полосе (вышел за пределы дорожки) во время выруливания после приземления в условиях плохой погоды в международном аэропорту Сунан. О пострадавших не сообщалось, и повреждение самолёта было минимальным[11][12].
- 1 марта 2013 года воздушное судно Ту-204 авиакомпании Air Koryo, следовавшее рейсом JS271 Пхеньян — Владивосток, совершило посадку на взлетно-посадочную полосу пункта назначения и выкатилось за её пределы на расстояние около 60 метров. Выкатывание произошло при рулении к месту стоянки. Несмотря на сильный снегопад, предшествующий происшествию[13], на момент инцидента состояние аэродромных покрытий соответствовало техническим требованиям, метеоусловия были летными. Никто из 176 пассажиров, находящихся на борту, не пострадал[14].